# Dobrinin VD-4K
Dobrinin VD-4K je bil ruski 24-valjni turbokompaundni letalski motor, ki so ga razvili po 2. svetovni vojni. VD-4K se ni široko uporabljal, ker so se medtem pojavili turbopropelerski motorji.

## Uporaba
- Tupoljev Tu-4
- Tupoljev Tu-85

## Specifikacije (VD-4K)
- Tip: 24-valjni turbokompaundni motor
- Premer valja: 148 mm (5,8 in)
- Hod bata: 144 mm (5,7 in)
- Delovna prostornina: 59,43 L (3627 cu in)
- Dolžina: 2,5 m (8 ft 2 in)
- Premer: 1,4 m (4 ft 7 in)
- Teža: 2065 kg (4552 lb)
- Hlajenje: tekočinsko
- Moč: 4300 KM (3200 kW)
- Kompresijsko razmerje: 7:1